# Podgrupa językowa
Podgrupa językowa – w klasyfikacji genetycznej języków zespół obejmujący ściślej spokrewnione języki w obrębie tej samej grupy językowej.
Przykłady podgrup językowych:
- dardyjska, syngalesko-malediwska, centralna, wschodnia, północna i zachodnia, tworzące grupę języków indoaryjskich w ramach rodziny indoeuropejskiej[2];
- bałtofińska, lapońska, permska i wołżańska, tworzące grupę języków fińskich w ramach rodziny uralskiej[3];
- tajska centralna, północna i południowozachodnia, tworzące grupę języków tajskich w ramach rodziny dajskiej[4];